# Suky
Suky (německy Suk) jsou malá vesnice, část městyse Ostrov nad Oslavou v okrese Žďár nad Sázavou. Nachází se asi 2,5 km na jihovýchod od Ostrova nad Oslavou. V roce 2009 zde bylo evidováno 19 adres. V roce 2001 zde trvale žilo 36 obyvatel.
Suky je také název katastrálního území o rozloze 1,61 km2.

## Historie
Vesnice vznikla parcelováním poplužního dvora kolem roku 1790, přičemž dvůr připadal k panství Žďár nad Sázavou.